# Strukturalizm (językoznawstwo)
Strukturalizm – teoria oparta na przekonaniu, że język stanowi zamknięty system znaków, będących podstawowym kodem komunikacji międzyludzkiej. Strukturaliści ujmują język jako system relacji. Odrzucają natomiast poglądy młodogramatyków i dążą do tego, by zbliżyć się do metod przyrodniczych (naturalizm biologiczny). Odrzucają psychologizm, historyzm i atomizowanie języka.
Do zasług strukturalistów należy uściślenie wielu pojęć lingwistycznych, a także zobiektywizowanie metod badawczych stosowanych w językoznawstwie. Wynikiem ich dążeń było odgraniczenie fonologii jako nauki o dźwiękach mowy ludzkiej w ujęciu językoznawczym od fonetyki, której przedmiotem są również dźwięki mowy, ale ujmowane w aspekcie nielingwistycznym (np. fizycznym lub fizjologicznym). Do fundamentalnych założeń strukturalizmu należy także odróżnianie w obrębie zjawisk związanych z mową (langage) języka jako abstrakcyjnego, społecznie wytworzonego systemu znaków (langue) od mówienia (parole), będącego konkretną realizacją tegoż systemu. Strukturalizm zakłada również ścisłe oddzielenie w badaniach lingwistycznych aspektu synchronicznego od diachronicznego. Charakterystyczna dla lingwistyki strukturalnej jest ponadto teza o arbitralności (dowolności) znaku językowego, czyli braku motywacji w związku signifié i signifiant.
Twórcą strukturalizmu (lingwistyki strukturalnej) był szwajcarski językoznawca Ferdinand de Saussure. Podstawy strukturalizmu zostały przedstawione w książce Kurs językoznawstwa ogólnego (Cours de linguistique générale), skompilowanej przez Charlesa Bally’ego i Alberta Sechehayego. Do grona prekursorów tego nurtu należy też polski językoznawca Jan Baudouin de Courtenay, pionier fonologii. Za najważniejsze szkoły strukturalizmu uważa się: genewską, praską (in. funkcjonalizm praski, Praskie Koło Lingwistyczne), kopenhaską (glossematyka), brytyjską i amerykańską (deskryptywizm).